# CHE.R.RY
「CHE.R.RY」（チェリー）は、日本のシンガーソングライター・YUIのメジャー8作目（通算9作目）のシングル。

## 概要
- 前作「Rolling star」から約2か月ぶりにして、アルバム『CAN'T BUY MY LOVE』からの先行シングル。
- 表題曲はKDDI・沖縄セルラー電話『LISMO』のCMソングに[1][2]、後にテレビアニメ『ReLIFE 完結編』のエンディングテーマに起用された。
- ジャケットが異なる初回生産限定盤と通常盤の2形態で発売され、初回生産限定盤には特典として表題曲のミュージック・ビデオとCMをコラボレーションさせたプロモーション手法「ミュージック・ビデマーシャル」映像を収録したDVDが同梱された[注 1][2]。「I remember you」以来2作ぶりに複数形態で発売された。
- オリコンチャート初登場2位を獲得。「I remember you」以来2作ぶりにトップ3入りを果たした。

## 収録曲
| 全作曲: YUI。 |                                           |      |            |              |      |
| #             | タイトル                                  | 作詞 | 作曲・編曲 | 編曲         | 時間 |
| 1.            | 「CHE.R.RY」                              | YUI  | YUI        | northa+      | 3:35 |
| 2.            | 「Driving today」                         | YUI  | YUI        | northa+      | 3:08 |
| 3.            | 「Rolling star 〜YUI Acoustic Version〜」 | YUI  | YUI        | YUI、northa+ | 3:11 |
| 4.            | 「CHE.R.RY 〜Instrumental〜」             |      | YUI        | northa+      | 3:34 |

### 解説
1. CHE.R.RY
春に合う爽快なメロディをイメージして制作された楽曲「『恋しちゃったんだ』のフレーズが付いたことで可愛らしい曲になった」という。なお、フレーズにある「ah ah ah ah」は、「あ、言っちゃった!」みたいなイメージを想像している。タイトルの終止符は、甘酸っぱい片想いを表現するために取り入れられている[3]。
2. Driving today
3. Rolling star 〜YUI Acoustic Version〜
メジャー7thシングルの表題曲の弾き語りアコースティックバージョン。
4. CHE.R.RY 〜Instrumental〜
表題曲のインストゥルメンタルバージョン。

## 参加ミュージシャン
- YUI：Vocal & Chorus (#1〜3)、Guitar (全曲)

Support Musician
- 鈴木Daichi秀行：Guitar & Programming (#1,2,4)、Bass (#2)
- 種子田健：Bass (#1,4)
- そうる透：Drums (#1,4)
- クラッシャー木村ストリングス：Strings (#1,4)

## タイアップ
- KDDI・沖縄セルラー電話『LISMO』2007年2月〜5月度CMソング (#1)
- TOKYO-MX系テレビアニメ『ReLIFE 完結編』第15話エンディングテーマ (#1)

## 収録アルバム
- CAN'T BUY MY LOVE (#1)
- MY SHORT STORIES (#2)
- SHE LOVES YOU (#1 Bossa Live Version)
- ORANGE GARDEN POP (#1)
- Best of LISMO! (#1)
- 桜オルゴール〜桜の木になろう〜	(#1)
- ゼクシィ Presents 心をつなぐ Wedding Songs (#1)
- サクラ ノ ピアノ ～ピアノインストで聴く桜ソング〜 (#1)
- 確かに本気の恋だった (#1)
- 確かにあの涙は恋だった。 (#1)
- 確かにあの日々は恋だった。 (#1)
- エガオとナミダ 〜あなたに寄り添う、優しい歌〜 (#1)
- 確かにあの瞬間は恋だった。 (#1)
- サクラ・アヴェニュー (#1)
- 君のためなら死ねる (#1)
- LOVE ～もういちど好きになってもいいですか?～　mixed by DJ和 (#1)
- Girls Pop Parade 〜Happy Mix〜 (#1)
- 懐-ナツ-エモティック J-POP 神BUZZ HIT SONGS 〜DJ KOO PLAYLIST MEGA MIX〜 (#1)
- ブラッシュアップライフ ～平成の答え合わせMIX～ By DJ和 (#1)

## カバー
- 少年T - アルバム『君のためなら死ねる』に収録。
- アーリャ（上坂すみれ） - テレビアニメ「時々ボソッとロシア語でデレる隣のアーリャさん」第8話エンディングテーマとして使用。